# Iraakse Communistische Partij
De Iraakse Communistische Partij (Arabisch: الحزب الشيوعي العراقي Al-Hizb al-Shīū ʿ iy al-ʿ Irāqīy, Koerdisch: حزبی شیوعی عێراق) is een politieke partij in Irak. De partij heeft fundamentele rol gespeeld in het vormgeven van de politieke geschiedenis van Irak tussen zijn stichting en de jaren 70. De partij was betrokken bij veel belangrijke nationale opstanden en demonstraties in de jaren 40 en 50. De partij heeft zwaar geleden onder de repressieve regimes van de Ba'ath-partij en Saddam Hoessein, maar bleef een belangrijk element van de Iraakse oppositie, en was een uitgesproken tegenstander van de sancties van de Verenigde Naties tegen Irak na de Golfoorlog van 1990-1991. De partij verzette zich tegen de invasie van de VS in Irak in 2003.